# Юрьева, Изабелла Даниловна
Изабе́лла Дани́ловна (Дании́ловна) Ю́рьева (при рождении — Бе́лла Гда́льевна Ле́йвикова (Левикова); 26 августа [7 сентября] 1899, Ростов-на-Дону, Область Войска Донского, Российская империя — 20 января 2000, Москва, Россия) — советская и российская эстрадная певица, исполнительница песен и романсов (контральто). Народная артистка Российской Федерации (1992).

## Биография
Родилась 26 августа (7 сентября) 1899 года (по паспорту — 25 августа (7 сентября) 1902) в Ростове-на-Дону в многодетной еврейской семье. Её отец, Гдалий (Даниил) Моисеевич Лейвиков, был мастером по театральным шляпам; мать, Софья Иошуовна Лейвикова (в девичестве Идельсон), — постижёром.

Могила И. Д. Юрьевой на Новом Донском кладбище. Скульптор Юрий Орехов

С 1920 года обучалась в Петрограде у пианиста и композитора А. В. Таскина. Дебютное выступление состоялось в 1922 в кинотеатре «Колизей», где Юрьева исполнила несколько песен, в том числе «Нищую» А. Алябьева — П. Беранже. Получила приглашение выступать в московском «Эрмитаже». В том же году состоялась её первая гастрольная поездка в Ростов. Наряду с русскими романсами («Жалобно стонет ветер осенний», «Когда по целым дням…», «Только раз бывает в жизни встреча» и др.) включает в программу своих концертов старинные цыганские песни («Роща», «Валенки»).
В 1925 году Изабелла Юрьева вышла замуж за юриста Иосифа Аркадьевича Эпштейна (ум. в 1971), который под творческим псевдонимом Иосиф Аркадьев стал её постоянным администратором, а также автором слов к исполненным ею шлягерам «Ласково взгляни», «Весенняя песенка», «Первый бал», «Твои письма», «Если помнишь, если любишь», «Если можешь — прости», «О любви и дружбе» (ответ на песню «Дружба», исполняемую В. Козиным) и других. 1925—1926 годы Изабелла Юрьева с мужем провели во Франции. В Париже 17 декабря 1925 года родился сын Володя. У него был врождённый порок сердца, и малыш, прожив чуть больше года, умер.
В 1929 году принимала участие в вечере цыганского романса в Колонном зале в Москве. За своеобразное исполнение цыганских песен Юрьеву стали называть «белой цыганкой». Постоянными концертмейстерами певицы были Симон Каган, Давид Ашкенази, и Евгений Рохлин, записи 1937—1941 годов составили диск «Старинные романсы и песни».
Фонографический дебют певицы состоялся в 1937 спустя 15 лет после первого выступления. В годы Великой Отечественной войны участвует в шефских концертах на Карельском и Калининском фронтах. Особым успехом у солдат пользуются песни из раннего репертуара певицы: «Саша», «Когда падают листья» (на музыку Евгения Рохлина), «В старом саду», «Белая ночь».
В послевоенный период певица была незаслуженно забыта. Только в 1992 году она, наконец, была удостоена звания народной артистки России, затем награждена орденом «За заслуги перед Отечеством» IV степени (1999). Лауреат Премии Президента Российской Федерации (2000, посмертно).
Последние годы проживала в Трёхпрудном переулке, в доме № 8 и скончалась 20 января 2000 года в Москве в возрасте 100 лет. Похоронена на Донском кладбище (уч. у колумб. 16), автор памятника на могиле Юрий Орехов.
Судьба Юрьевой с некоторыми изменениями легла в основу романа Михаила Шишкина «Венерин волос».

## Семья
- Отец — могилёвский мещанин Гдаль Мордухович-Мовшевич (Гдалья, Гдалий Моисеевич) Лейвиков (Левиков, 1862—?), был шапочником[13]. Мать — Шейна-Фейга Гамшеевна-Яковлевна (Софья Иошуовна, в девичестве Идельсон, 1863—?)[14]. Семья отца поселилась в Ростове-на-Дону в 1873 году и происходила из местечка Чаусы Могилёвской губернии[15]. Родители заключили брак 26 января 1883 года, а в марте того же года родилась их старшая дочь Гитель (Екатерина); в 1888 году — Мария (Мира), в 1892 году — Хася (Анна)[16]; в семье также рос сын Иошуа (Семён, род. 1885)[17]. В детские годы Изабеллы Юрьевой семья проживала в Малом переулке, дом № 60.
- Муж (с 1925 года) — Иосиф Аркадьев (настоящая фамилия Эпштейн, ум. 1971), поэт-песенник, музыкальный администратор, юрист; автор популярного танго «Если можешь, прости».

## Галерея

Изабелла Юрьева с ансамблем Евгения Рохлина (аккордеон)
Изабелла в молодости
Изабелла Юрьева

## Награды и признание
- Орден «За заслуги перед Отечеством» IV степени (6 сентября 1999 года) — за большие заслуги в области музыкального искусства и в связи со 100-летием со дня рождения[18]
- Почётное звание «Народная артистка Российской Федерации» (25 июня 1992 года) — за большие заслуги в области музыкального искусства[19]
- Премия Президента Российской Федерации в области литературы и искусства 1999 года (17 февраля 2000 года, посмертно)[20]
- За заслуги в исполнительском искусстве, в июне 1996 года, перед зданием гостиницы «Россия», на Площади Звёзд эстрады была открыта именная звезда Изабеллы Юрьевой
- В честь И. Д. Юрьевой в 2000 году назван астероид (7452) Izabelyuria, открытый в 1978 году советским астрономом Н. С. Черных
- Почётное звание «Заслуженная артистка РСФСР»[источник не указан 113 дней]